# Jati (Brazilië)
Jati is een gemeente in de Braziliaanse deelstaat Ceará. De gemeente telt 7.649 inwoners (schatting 2010).